# Protea wentzeliana
Protea wentzeliana (лат.) — кустарник, вид рода Протея (Protea) семейства Протейные (Proteaceae).

## Ботаническое описание
Protea wentzeliana — кустарник высотой до 1,6 м. Цветёт в основном с мая по декабрь. Стволы тонкие, с небольшим количеством ветвей.

## Распространение и местообитание
Встречается в горах Чиманимани между Зимбабве и Мозамбиком, а также в Малави, южной Танзании и центральной Анголе, в том числе на плохо дренированных и затопленных почвах в Дамбо, проникая в болота Миомбо.

## Особенности размножения
Семена распространяются ветром. Растение однодомное, в каждом цветке присутствуют женские и мужские части. Опыляются преимущественно жуками. Благодаря корневой системе восстанавливается после пожаров.